# Ilie Savu (delegat)
Ilie Savu (n. 1868, Brașov – d. 1938, Brașov) a fost un deputat în Marea Adunare Națională de la Alba Iulia, organismul legislativ reprezentativ al „tuturor românilor din Transilvania, Banat și Țara Ungurească”, cel care a adoptat hotărârea privind Unirea Transilvaniei cu România, la 1 decembrie 1918.:p. 143

## Biografie
Ilie Savu s-a născut la Brașov, în 1868. A profesat în calitate de comerciant și a decedat în 1938 în localitatea locală.:p. 143

## Activitatea politică

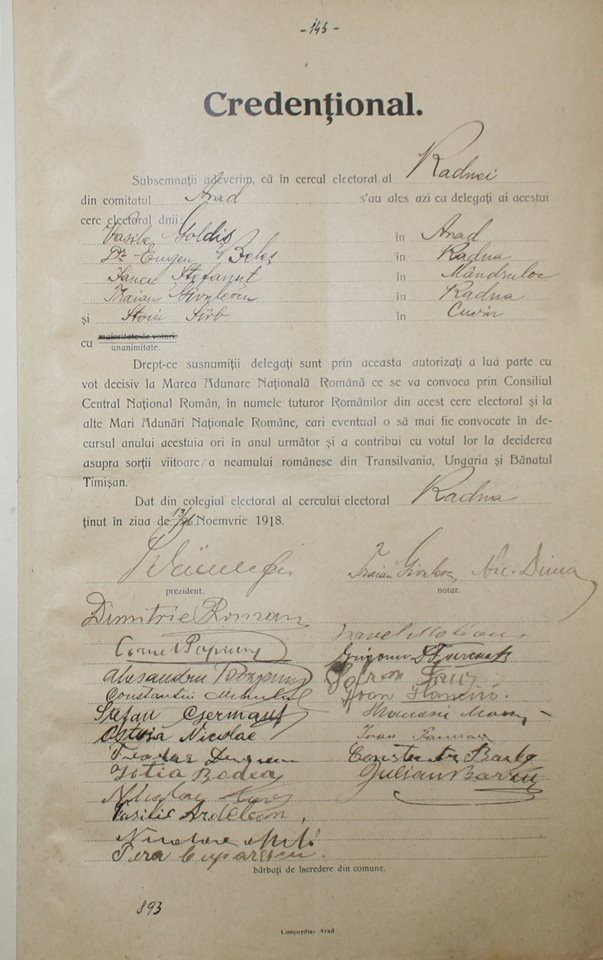
Credențional

Ilie Savu a participat la Marea Adunare Națională de la Alba Iulia din 1 decembrie 1918 ca delegat al „Societății comercianților români” din Brașov.:p. 143